# Neocardiophorus
Neocardiophorus là một chi bọ cánh cứng trong họ 
Elateridae.
Chi này được miêu tả khoa học năm 1966 bởi Gurjeva.

## Các loài
Các loài trong chi này gồm:
- Neocardiophorus fausti Gurjeva, 1966
- Neocardiophorus mamajevi Gurjeva, 1966